# Leptogenys chalybaea
Leptogenys chalybaea är en myrart som först beskrevs av Carlo Emery 1887.  Leptogenys chalybaea ingår i släktet Leptogenys och familjen myror. Inga underarter finns listade i Catalogue of Life.